# Мартіна Сорбара
Марті́на Сорба́ра (англ. Martina Sorbara; нар. 13 листопада 1978) — канадська співачка та авторка пісень. Разом із Ферджі належить до гламурного напряму сучасної поп-музики.

## Біографія та творчість
Вона дочка Грега Сорбари (англ. Greg Sorbara), котрий довгий час був членом провінційного парламенту, був міністром фінансів штату Онтаріо.
Перший альбом — Unplaceables, вийшов незалежно в 1998 році і більше не випускається.
Другий альбом Сорбари — The Cure for Bad Deeds, також вийшов незалежно в 2000 році. Розширена версія альбому вийшла на MapleMusic Recordings в 2002 році.
У 2005 році на своєму сайті Мартіна заявила, що вона більше не буде займатися сольними проєктами і, що вона переїжджає у Велику Британію.
Вона була співавторкою синглу Take Me Back to Your House, котрий виконала разом з англійською гуртом Basement Jaxx single, в 2006 році.